# Hendrick Dubbels

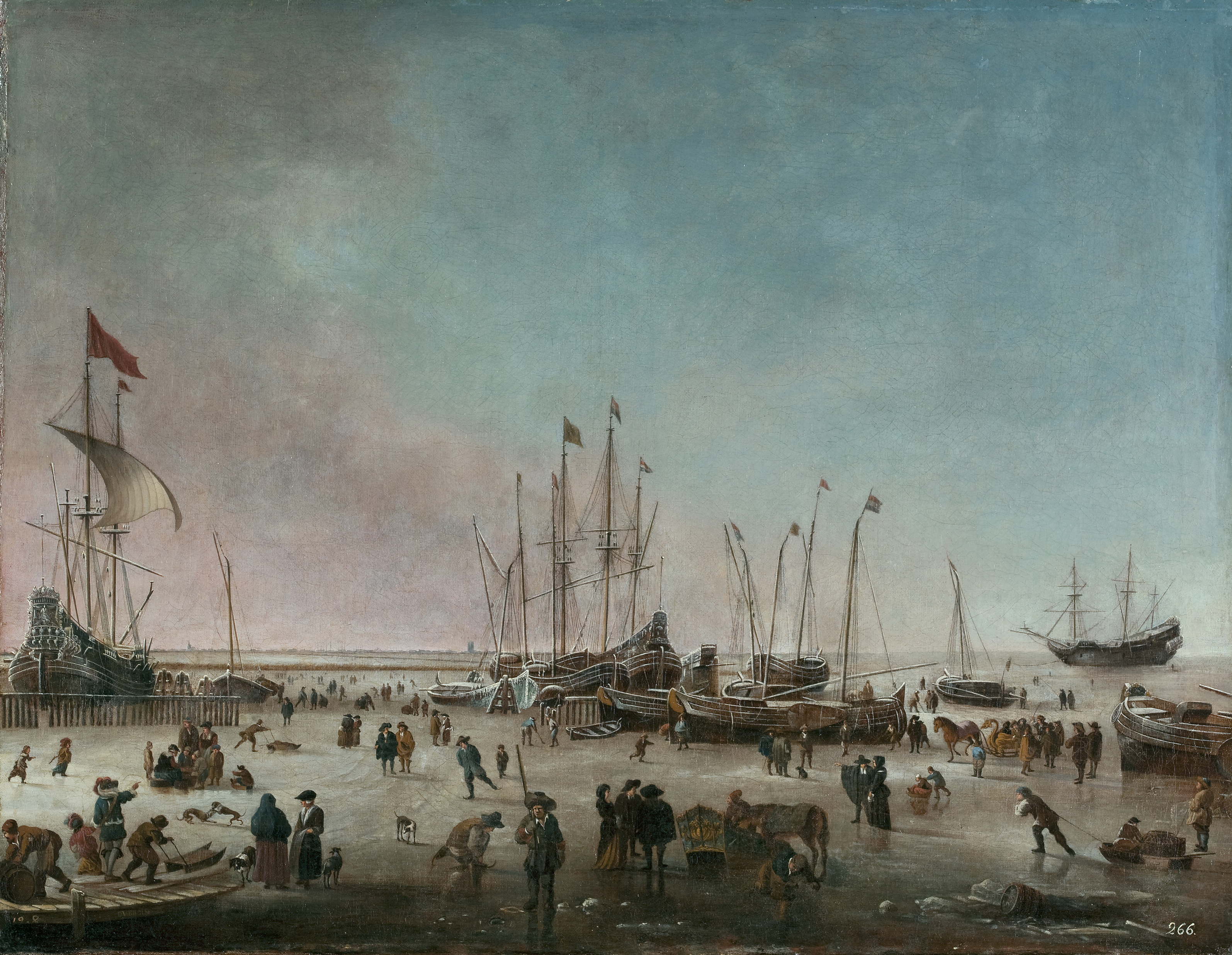
O porto de Amsterdão em inverno, óleo sobre tela, 67 x 91 cm, Madri, Museu do Prado.

Hendrick Dubbels (Amsterdão, 1621–1707) foi um pintor barroco holandês especializado em marinhas e paisagens invernais, tendo como uma de suas mais importantes telas O porto de Ámsterdam em inverno, óleo do Museu do Prado, pertencente à coleção real.
Filho de um talhador de diamantes, Dubbels nasceu e foi baptizado em Amsterdão em 2 de maio de 1621. Em 1651, casou-se com Jannetje Kluff, com quem teve uma filha. Na documentação referida a estes acontecimentos familiares, aparece mencionado como pintor, mas, pouco depois, após o segundo casamento, com Anna de Haes, com quem teve cinco filhos, passou a se declarar comerciante. 
Como pintor, trabalhou frequentemente para outros mestres. Relacionado primeiramente a Jan Porcellis, em 1650 começou a trabalhar na oficina de Simon de Vlieger, onde permaneceu por três anos. Posteriormente, aproximou-se de Jan van de Cappelle e Willem van de Velde (Filho). Sua pintura, caracterizada pela utilização de uma gama reduzida de cores, predominantemente frias, além de por horizontes baixos, experimentou mutações na década de 1670 em contato com a pintura dinâmica de Ludolf Backhuysen, o mais célebre dos pintores marinistas neerlandeses dos fins do século XVII, a quem era tido como discípulo. Nos últimos anos de sua vida, sua pintura entrou em decadência, limitando-se a repetir, com poucas variações, suas obras anteriores.